# Splatters (album)
Splatters è il cinquantottesimo album in studio del chitarrista statunitense Buckethead, pubblicato il 26 settembre 2013 dalla Hatboxghost Music.

## Descrizione
Ventinovesimo disco appartenente alla serie "Buckethead Pikes", Splatters è l'ultimo dei cinque dischi pubblicati dal chitarrista nel mese di settembre 2013. In precedenza erano stati pubblicati Slug Cartilage (4 settembre), Pancake Heater (5 settembre) e Worms for the Garden (12 settembre) e Halls of Dimension (19 settembre).
Splatters contiene un'unica traccia separata in quattro parti. Un fatto analogo era avvenuto con la pubblicazione di Underground Chamber, quarto disco della serie Buckethead Pikes e pubblicato nel 2011. Inoltre è stato pubblicato prima di Feathers, etichettato come 28º disco della serie Buckethead Pikes ma pubblicato otto giorni più tardi.

## Tracce
Musiche di Buckethead.
1. Splatters 1 – 10:28
2. Splatters 2 – 3:41
3. Splatters 3 – 4:05
4. Splatters 4 – 12:49

## Formazione
- Buckethead – chitarra, basso, programmazione